# Contremarque
Une contremarque, parfois appelée contre-timbre, est un signe (lettres, chiffres, marque ou poinçon) fait sur une pièce de monnaie, une médaille ou un timbre, ajouté après sa production initiale.
Le contremarquage indique que la pièce initiale a été rééditée avec un nouveau design ou avec un contenu modifié. Il existe de nombreuses pièces contremarquées avec des motifs différents. Ces pièces peuvent avoir cours légal, mais ne sont frappées ni autorisées par aucun pays. Les pièces contremarquées peuvent parfois être des pièces contrefaites.
De l'Antiquité au XXe siècle, la contremarque est frappée pour indiquer qu'une pièce devenue invalide redevenait valide ; lors des conquêtes militaires, elle a été aussi utilisée pour signaler que la valeur d'une pièce précédemment en circulation a été modifiée.

## Techniques de marquage

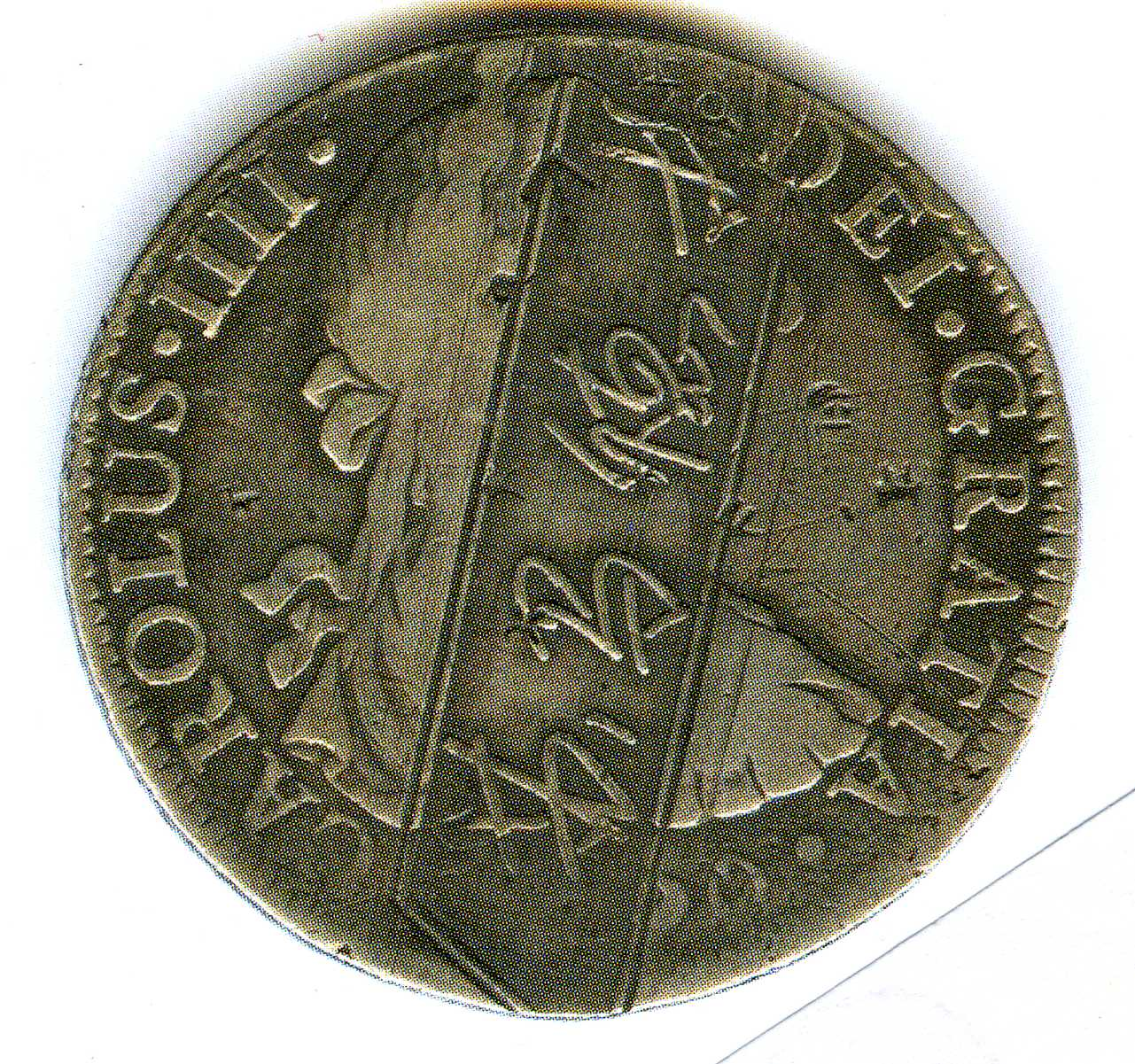
Une pièce en argent de Charles IV d'Espagne, contremarquée pour un usage local à Sumatra

- La marque est apposée sur l'objet, principalement à la main, à l'aide d'un poinçon et d'un marteau généralement sur une enclume ou un tas à frapper.
- Un contre-timbre est appliqué par une matrice et par une machine sur une pièce existante. Du fait du risque de falsification, l'utilisation de contre-timbres devait être autorisée par un gouvernement local ou national.
- Les objets en argent étaient marqués une enclume d’orfèvre spéciale appelée bigorne[1] ; les deux cornes promontoires de cette dernière étaient finement gravées de représentations d'insectes. En France de 1818 à 1838, les objets en argent massif ont été ainsi contremarqués : la force du coup créait une contre-impression d'insectes au revers de l'article posé contre l'enclume au moment que le poinçon de garantie était frappé.
- Sur les objets en argent massif, un monogramme est souvent gravé sous la forme des initiales du propriétaire afin de limiter les risques de vol ou de recel.

## Fonctions des contremarques
Les contremarques sont des mesures visant à contrer les déficits ou les perturbations dans la circulation des pièces. Elles peuvent remplir les fonctions suivantes :
- Vérification de l'authenticité de la pièce et confirmation d'une certaine finesse minimale[2]
- Contrôle de la quantité de monnaie en circulation en imposant le contremarquage des pièces en enregistrant le nombre de contremarques
- Approbation de pièces étrangères pour sa propre circulation monétaire : les pièces étrangères pouvaient être marquées comme monnaie légale ou acceptée, leur permettant ainsi de circuler dans la zone où elles étaient contremarquées.
- Maintien de la validité des pièces étrangères pendant une période transitoire (par exemple immédiatement après l'indépendance d'un pays)
- Modification de la valeur nominale d'une monnaie
- Raisons politiques d’un nouvel État ou régime : ce dernier démontre son autorité en contremarquant les pièces émises par l'État précédent pour effacer, compléter ou remplacer des déclarations. Si la monnaie est réformée, les pièces existantes peuvent être rendues nulles. Dans cette situation, les pièces déjà en circulation pourraient être marquées avec la nouvelle valeur selon le nouveau système monétaire.
- Réaffirmer le cour légal des vieilles pièces de monnaie
- Prolonger la durée de vie des pièces existantes par une alternative moins coûteuse qu’au rappel des pièces, à leur fonte et à leur remplacement. Cette pratique est observée lors de l'effondrement de la production monétaire des pièces en métal précieux, notamment au Moyen Âge et à la suite de la peste noire.

## Principaux exemples historiques
- Le terme poinçon est principalement utilisé pour désigner les premières pièces de monnaie indiennes de type karshapana en argent, de forme ronde, rectangulaire ou carrée et d'un poids standard. Elles portent divers symboles appliqués avec des poinçons.
- Les tétradrachmes de l'époque d'Alexandre ou de la ville de Sidon sont souvent contre-timbrés par les Séleucides d'une ancre côté portrait pour autoriser la circulation dans leur domaine.
- Au début de la période romaine impériale, les contremarques désignent souvent des dons en argent des commandants de troupes à leurs soldats, par exemple des as contremarqués  « TIB », comme celui de Lugdunum au nom de Tibère. Sous Auguste, les pièces ont été contremarquées avec les mentions AVG, VES (Vespasien) ou NCAPR (pour Nero Caesar Augustus protavit, i.e : « pour une circulation ultérieure »).

Dans l'Empire romain, des contremarques étaient apposées au revers (côté pile) souvent dans la partie inférieure de la pièce. L'axe de la contremarque est opposé à celui de la pièce, bien que ce ne soit pas une règle. La contremarque a une forme ovale généralement d'un diamètre de 5 et 7 mm ; Le contremarquage a été effectué au niveau provincial. Les contremarques des légionnaires contiennent le numéro de la légion dans un carré ou un losange.
- La contremarque Fleur de lis a été utilisée pour revaloriser d'anciennes monnaies en France, notamment pour mettre en œuvre l'ordonnance de juin 1640 et valoir 15 deniers au lieu de 12[3].
- Les pièces de monnaie modernes étaient généralement munies de contre-timbres lorsqu’elles devaient recevoir une nouvelle dénomination dans le cadre d'une réforme monétaire ; les contremarques étaient utilisées si les pièces étrangères d'une autre zone monétaire devaient être admises à un taux fixe pour les opérations de paiement nationales. Ce fut le cas, par exemple, des pièces de ⅔ de thaler de 1678 de Sachsen-Lauenburg, qui furent contre-estampillées en 1715 avec les armoiries de la ville de Wismar et les lettres N/W pour la circulation à Wismar et doublèrent leur valeur nominale.
- Au début du XIXe siècle, certains cantons suisses contremarquent les écus français frappés entre 1726 et 1793 pour en faire des thalers, et les autorisent ainsi à circuler dans leur canton s'ils ont un certain poids minimum (rognage).
- Les contremarques sont appliquées par des commerçants (chop marks) ; elles sont poinçonnées par des changeurs de monnaie, des banquiers ou des marchands sur des pièces étrangères circulant en Chine au XIXe siècle (Thaler-dollar).
- Contremarque satirique SEDAN sur les pièces de Napoléon III à la suite de la défaite de 1870
- Contremarque de la croix de Lorraine sur la monnaie de Vichy en 1942
- Contremarque OAS sur les pièces type Turin pendant la guerre d’Algérie
- Des particuliers ou des entreprises fournissent parfois des pièces de monnaie avec des contre-timbres comme matériel publicitaire (Picotin ou SOAP PEARS.).

## Sources
- Contremarque sur Wikinumismatics.com